# Society of United Irishmen

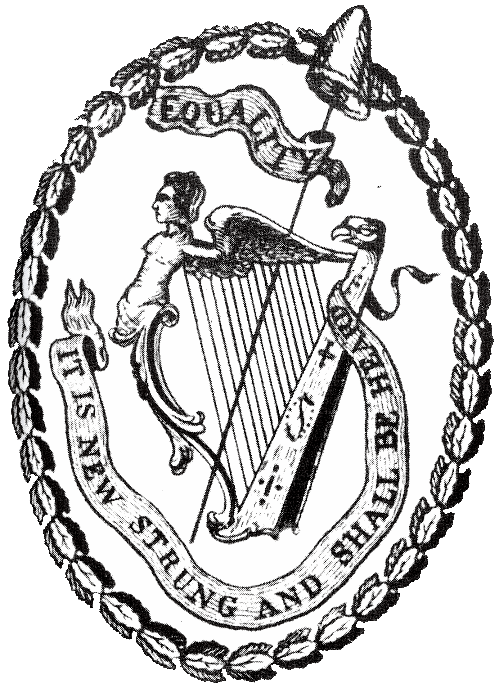
Znak organizace

Society of United Irishmen, v překladu Společnost sjednocených Irů byla irská tajná revoluční organizace, která podnítila irské republikánské povstání roku 1798. Vznikla v roce 1791 v Belfastu, později měla sídlo v Dublinu. Organizace měla základnu především na severu Irska mezi místními obchodníky, kteří byli presbytariány, a kteří se v Irsku cítili utlačováni stejně jako katolíci, ač byli protestanty stejně jako oficiální anglikánská Church of Ireland, navázaná na zájmy britské koruny. Ve své struktuře byla organizace inspirována svobodným zednářstvím. Členy se časem mohli stát i dělníci a ženy. Ideově byla na začátku ovlivněna americkou revolucí a učením Thomase Paina (napojení na Ameriku bylo přímé i díky předchozí mohutné presbyteriánské irské emigraci a podílu presbytariánů na americké revoluci; členové United Irishmen byli lordem Harcourtem nazváni "Americans in their hearts", "Američany v srdcích"). K požadavkům zpočátku patřilo zejména zrovnoprávnění všech náboženství (včetně katolického), „národní vláda“ pro Irsko a parlamentní reforma, která by zajistila rovnost všech voličů a rovné právo být volen (pro muže). Pod vlivem francouzské revoluce organizace získala protimonarchistický a nakonec i lehce antiklerikální rys, zejména díky jednomu z lídrů, Wolfeovi Toneovi, který se rovněž pokusil vyjednat vojenskou podporu Francie, která byla nakonec ale jen minimální a neefektivní. Antiklerikální prvky programu zhatily slibně se rozvíjející spolupráci s katolíky, přesněji jejich tajnou organizací The Defenders, a také limitovaly a podvázaly povstání roku 1798. Společnost se nevyhraňovala jen vůči Britům, ale i vůči umírněným protestantským whigovským irským politikům, jako byl Henry Grattan, kteří si v roce 1793 na britské vládě vymohli mírnou demokratizaci a větší otevřenost a pravomoci irského parlamentu. Po porážce povstání v roce 1798 však byl tento parlament zrušen. Porážka povstání byla také předehrou k začlenění Irska do Spojeného království prostřednictvím Zákonů o unii z roku 1800. Po jejich přijetí se United Irishmen pokusili obnovit činnost a odboj, ale povstání vedené Robertem Emmetem bylo v roce 1803 znovu poraženo. K nejvýznamnějším osobnostem původního hnutí patřili krom Tonea William Drennan, Samuel Neilson, Henry Joy McCracken nebo Thomas Russell.